# Hrabstwo Cedar (Missouri)
Hrabstwo Cedar (ang. Cedar County) – hrabstwo w stanie Missouri w Stanach Zjednoczonych. Obszar całkowity hrabstwa obejmuje powierzchnię 498,51 mil2 (1 291 km²). Według danych z 2010 r. hrabstwo miało 13 982 mieszkańców. Hrabstwo powstało w 1845 roku, a jego nazwa pochodzi od potoku Cedar Creek (dopływu Sac River), zawdzięczającego swą nazwę rosnącym tu niegdyś jałowcom (ang. Eastern redcedar).

## Sąsiednie hrabstwa
- Hrabstwo St. Clair (północ)
- Hrabstwo Polk (wschód)
- Hrabstwo Dade (południe)
- Hrabstwo Barton (południowy zachód)
- Hrabstwo Vernon (zachód)

## Miasta
- El Dorado Springs
- Stockton

## Wioski
- Jerico Springs
- Umber View Heights